# Before the Flood (Doctor Who)
"Before the Flood" é o quarto episódio da nona temporada da série de ficção científica Doctor Who, transmitido originalmente através da BBC One em 10 de outubro de 2015. É a segunda parte de um episódio divido em dois capítulos, sendo a conclusão da história iniciada em "Under the Lake"; ambos foram escritos por Toby Whithouse e dirigidos por Daniel O'Hara.
Os dois episódios se passam em períodos de tempo diferentes - "Under the Lake" ocorre no ano de 2119 e "Before the Flood" no ano de 1980. Neste episódio, o alienígena viajante do tempo chamado de Doutor (Peter Capaldi) volta mais de um século no tempo antes da cidade vista em "Under the Lake" ser naufragada para buscar entender o motivo da existência de fantasmas homicidas no futuro e quem os criou.

## Enredo
O episódio começa com a explicação do Doutor (Peter Capaldi) sobre o paradoxo de bootstrap para o público: um viajante do tempo hipotético decide voltar no tempo para conhecer Beethoven, cuja música ele admira. No entanto, ele descobre que Beethoven nunca realmente existiu. O viajante do tempo, em seguida, decide publicar a música de Beethoven como se fosse sua, essencialmente, "tornando-se" Beethoven. Mas o Doutor pergunta, como a música se originou primeiro, então? "Quem compôs a Quinta Sinfonia?".
O episódio em seguida, continua com os acontecimentos de "Under the Lake". O Doutor chega com Bennett e O'Donnell na base do Exército em 1980, antes de ter sido alagada, no dia em que a nave pousou. Eles encontram o Tivolian Prentis, ainda vivo, neste ponto, e percebem que a escrita ainda não tinha sido feita na parede. Prentis revela que a nave é um carro fúnebre carregando um conquistador falecido chamado Fisher King. De volta ao futuro na base subaquática, Clara, Cass e Lunn percebem que o fantasma do Doutor está proferindo uma lista de seus nomes em vez de coordenadas. Quando o Doutor contacta Clara, ele é informado sobre o seu fantasma, de modo que ele fica abalado por saber de seu futuro. Clara o encoraja a tentar mudar os acontecimentos, mas o Doutor afirma que ele não pode, e finalmente deve aceitar que ele deve morrer para manter os eventos em movimento. Ele tenta obter informações de seu fantasma, mas em vez disso, este abre a gaiola de Faraday onde os outros fantasmas estavam presos. Em 1980, é revelado que o Fisher King está vivo, escrevendo as palavras na parede do navio e matando Prentis antes de fugir.
O'Donnell, Bennett e o Doutor correm, mas eles se separam e O'Donnell é morta pelo Fisher King. Bennett reprime o Doutor por ele permitir que O'Donnell morresse depois que o Doutor revela que a lista de nomes que seu fantasma estava repetindo era a ordem em que os membros da tripulação morreriam. Após Clara ocupar a posição de próxima vitima, o Doutor diz a Bennett que ele está tentando salvar Clara, não a si mesmo. Ele tenta voltar para o futuro para conseguir isso, mas a TARDIS não o deixa sair - o Doutor está trancado em seu fluxo de tempo - e em vez disso eles voltam meia hora. O Doutor e Bennett observam os eventos anteriores de si mesmos, incapazes de interagir ou interferir. O fantasma de O'Donnell aparece no futuro e rouba o telefone de Clara, seu único meio de contato com o Doutor. Clara percebe que, como Cass se recusou a permitir Lunn a entrar na nave, ele nunca viu a escrita na parede. Portanto, a mensagem não está codificada em seu cérebro, e os fantasmas não iriam atacá-lo. Lunn sai da gaiola e localiza o telefone, mas cai numa armadilha dos fantasmas, que o trancam dentro do quarto principal.
Deixando Bennett na TARDIS, o Doutor confronta o Fisher King. A criatura revela que os fantasmas que ele criou sinalizariam para o seu povo enviar uma armada para conquistar a Terra. Ele também provoca a falta de vontade do Doutor em alterar o futuro, mas o Doutor o repreende por violar as almas daqueles que matou simplesmente para seus próprios fins. O Doutor então diz ao Fisher King que ele está apagando a escrita da parede da nave espacial, ou seja, ninguém no futuro vai descobrir a mensagem. O Fisher King volta a nave apenas para descobrir que a escrita ainda está lá. Ele percebe que o Doutor lhe enganou, usando uma das células de energia (mostrado como desaparecida no episódio anterior) para destruir a parede da barragem, inundando a cidade e matando o Fisher King. O protocolo de segurança da TARDIS ativa com Bennett ainda dentro, mas o paradeiro do Doutor permanece desconhecido enquanto a cidade é inundada.
Após evitar serem mortas pelo fantasma de Moran, Clara e Cass se reagrupam com Lunn no hangar. Quando eles chegam, a câmara de estase se abre e o Doutor sai de dentro dela. O Fisher King é ouvido rugindo e os fantasmas seguem o som, só para serem presos novamente dentro da gaiola de Faraday com o fantasma do Doutor, que foi relevado ser um holograma controlado usando seus óculos sônicos.
O Doutor informa os sobreviventes que a UNIT iria retirar a gaiola da base com os fantasmas dentro e apagar da memória a escrita da mente de todos. Depois de Clara confortar Bennett devido a morte de O'Donnell, ele convence Lunn a admitir seu amor por Cass. Ele faz, e eles se beijam. O Doutor e Clara voltam para a TARDIS, agora totalmente operacional, com a ameaça fantasma eliminada. O Doutor diz a Clara que a ordem das pessoas morrendo era inteiramente ficcional, mas que ele colocou seu nome como segundo para motivá-lo a entrar em ação assim que possível. Clara questiona o Doutor a respeito de como ele sabia o que tinha que fazer, e ele informa que ele sabia o que fazer devido o que seu holograma dizia, porque ele descobriu através dela dizendo-lhe o que já havia acontecido do futuro; um paradoxo de bootstrap, conforme explicado na introdução do episódio.

### Continuidade
No prólogo, o Doutor toca uma parte da Quinta Sinfonia de Beethoven com sua guitarra elétrica. Ele já tinha sido mostrado previamente tocando um instrumento desse tipo no topo de um tanque no primeiro episódio da abertura da nona temporada, "The Magician's Apprentice".
O amplificador da guitarra também visto no prólogo tem uma placa dizendo Magpie Electronics, uma loja originalmente de propriedade de Mr. Magpie, visitada pelo Décimo Doutor e Rose Tyler no episódio "The Idiot's Lantern". O nome aparece muitas vezes em equipamentos eletrônicos longo da série, tais como a televisão de Martha Jones em "The Sound of Drums".
O'Donnell menciona as antigas companheiras Rose Tyler, Martha Jones e Amy Pond, bem como Harold Saxon e eventos de "Kill the Moon". Ela também menciona "o ministro da Guerra", mas o Doutor não tem conhecimento disto, presumindo que isso vai ser em seu futuro.
O protocolo de segurança 712 da TARDIS apareceu pela primeira vez em "Blink". Hologramas na sala do console incluem o Programa Emergencial Um ("The Parting of the Ways") e a "interface de voz" com um recurso holográfico ("Let's Kill Hitler").